# Colonna (Rione)

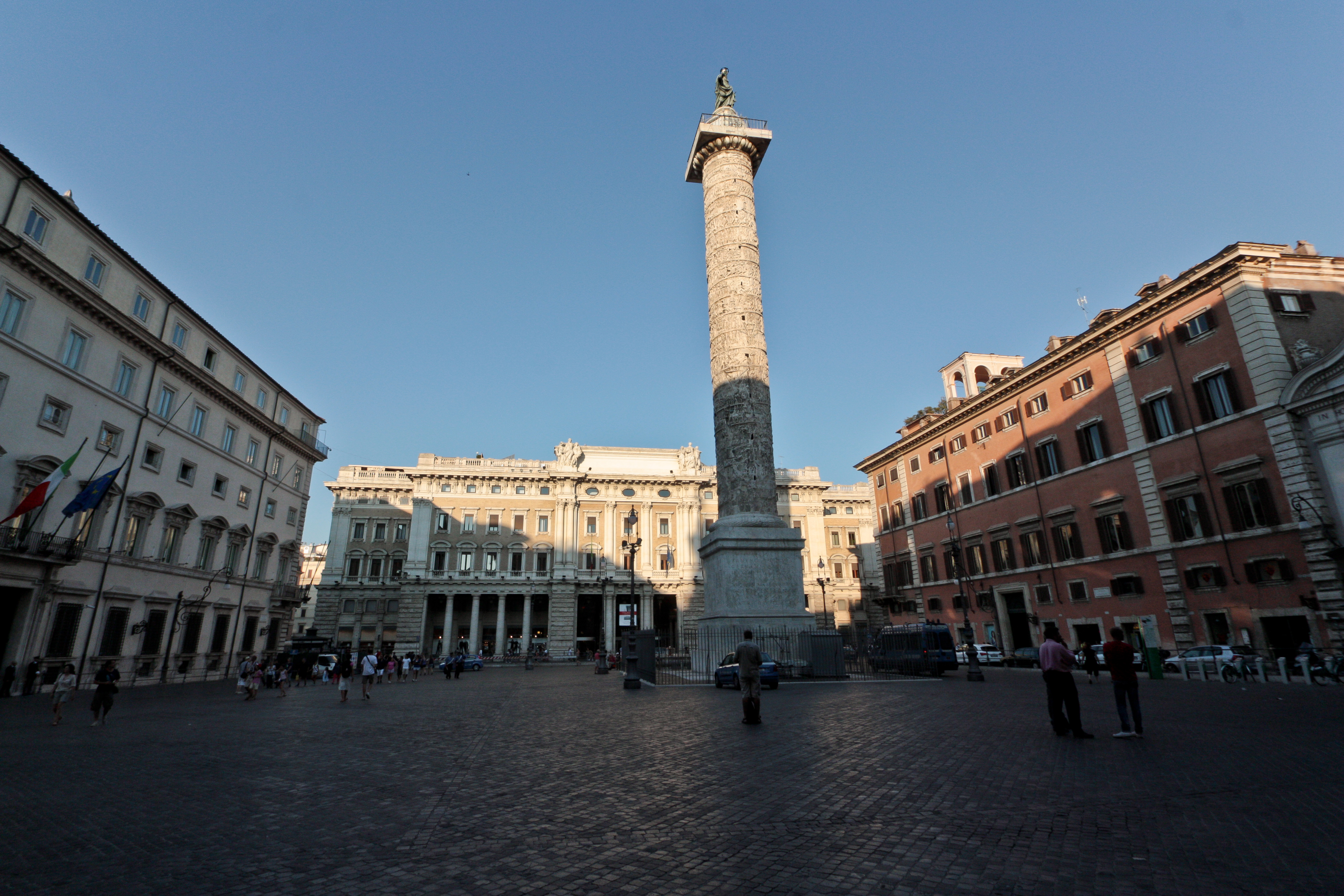
Piazza Colonna

Colonna (italienisch für Säule) ist der III. Rione (Stadtteil) von Rom.
Er umfasst den Südteil des Marsfelds um die Piazza San Silvestro und den Palazzo Montecitorio. Der Name leitet sich von der Mark-Aurel-Säule her, die auf der Piazza Colonna im Stadtviertel steht. Der mittelalterliche Name des Stadtteils lautete Regio Columne et Sancte Marie in Aquiro.
Das Wappen zeigt drei schräge Streifen auf weißem Grund. Es wird jedoch auch ein Wappen mit einer Säule auf rotem Grund verwendet, das dem der Familie Colonna entspricht, deren Palast ebenfalls im Viertel steht.

## Weblinks

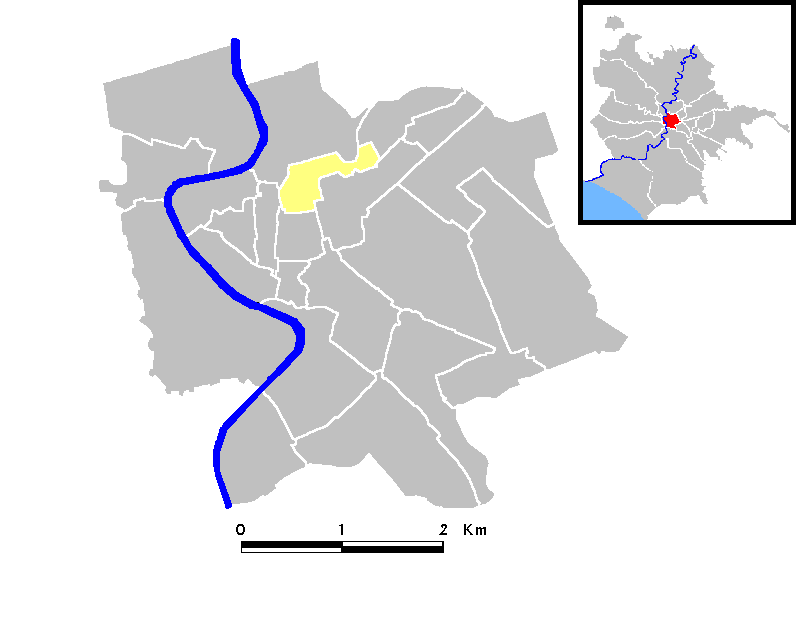
Lage von Colonna in Rom
Wappen von Colonna
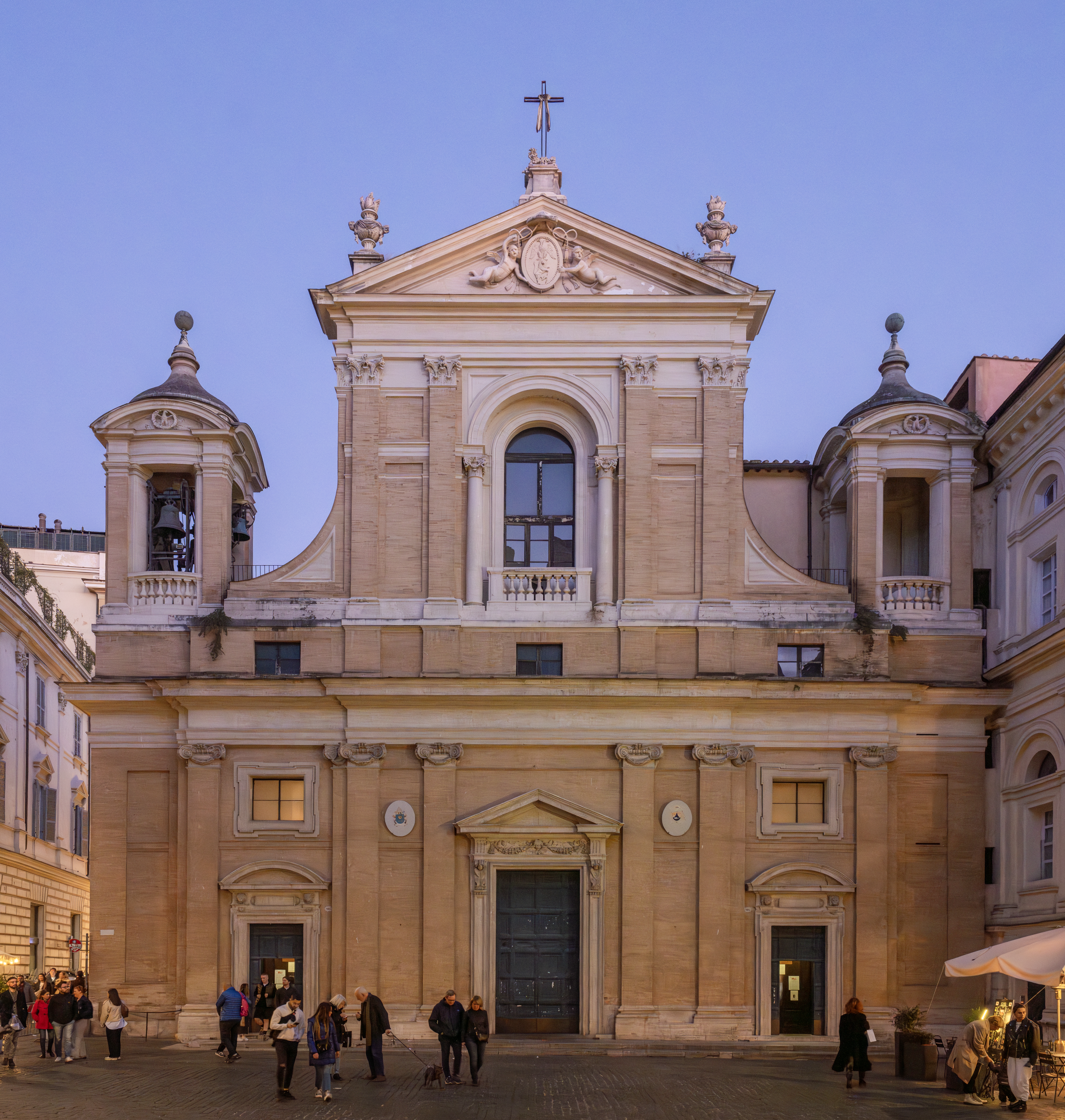
Santa Maria in Aquiro